# André Marchand

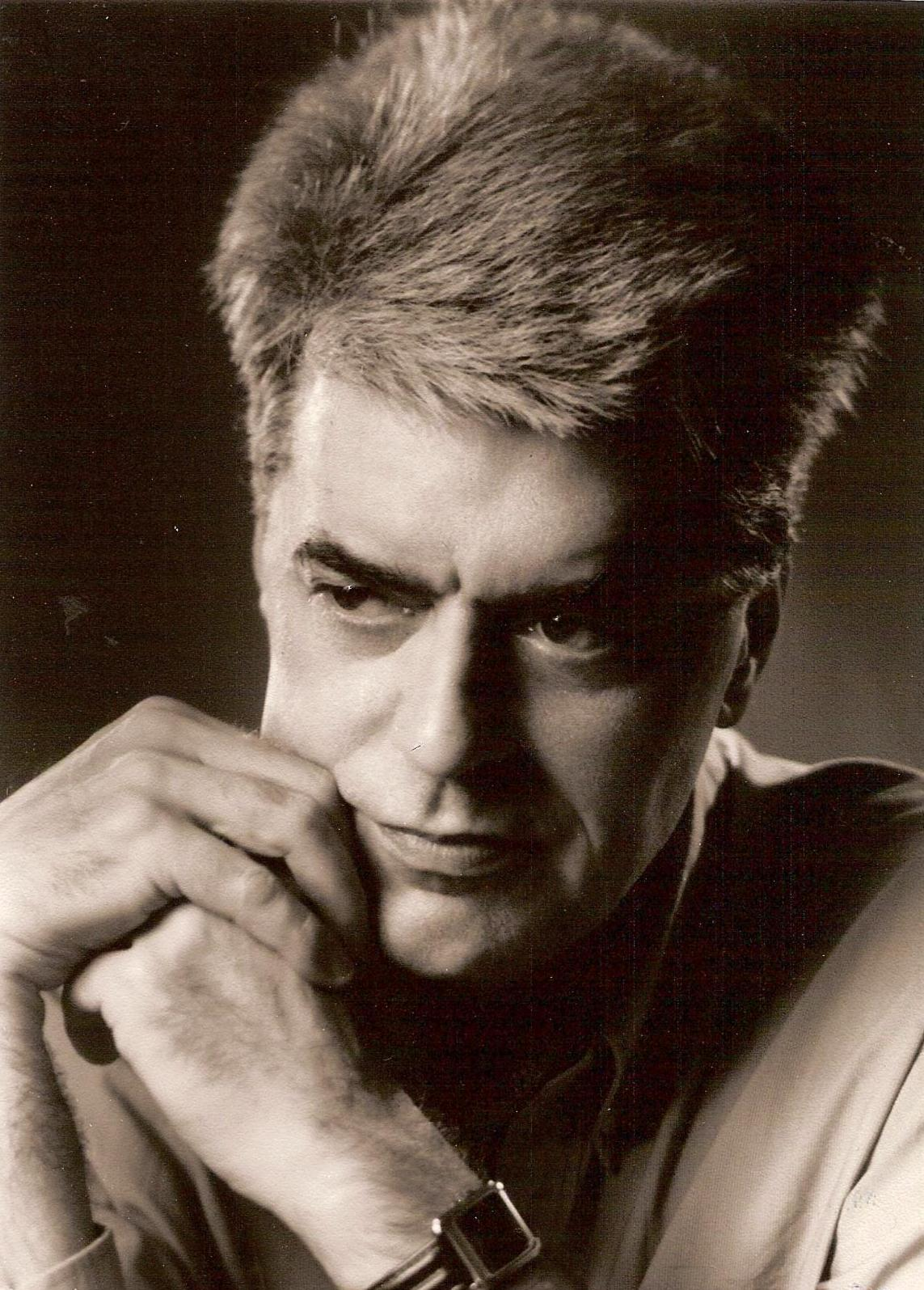
Andre Marchand

André Marchand fue profesor de piano en la Staatliche Hochschule für Musik de Friburgo de Brisgovia, Alemania, y de la Universidad de Música y Artes Escénicas de Stuttgart, Alemania.
Comenzó a tocar el piano a los tres años de edad y se desarrolló como miembro del Dresdner Kreuzchor. A los 27 años ya era profesor de piano en la Universidad de Wisconsin y artista residente en el Center of New Music. 
A los 30 años aceptó la invitación para ser profesor de piano en la Staatliche Hochschule für Musik de Friburgo, y desde 1985 da clases como profesor de piano en la Universidad de Música y Artes Escénicas de Stuttgart. Es miembro fundador del Rotary Club Freibur-Zähringen y miembro de las Fundaciones UNICEF Internacional, Malteser y Johanniter.
Falleció en el 2021.